# Saperda interrupta
Saperda interrupta är en skalbaggsart som beskrevs av Friedrich-August von Gebler 1825. Saperda interrupta ingår i släktet Saperda och familjen långhorningar. Inga underarter finns listade i Catalogue of Life.